# 사냥감 (영화)
"사냥감"(영어: Prey)은 2021에 넷플릭스에서 공개한 독일의 영화이다.

## 캐스팅

### 주연
- 데이비드 크로스: 로만 역

### 조연
- 한노 코플러 : 알베르트 역
- 마리아 에리치 : 에바 역
- 로베르트 핀스테르 : 페터 역
- 융 응고 : 빈센트 역